# Cantares gallegos

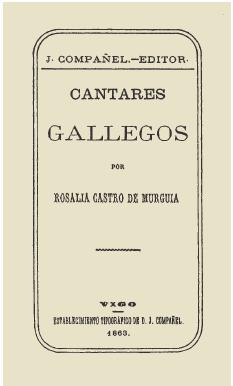
Portada da primera edición de Cantares Gallegos (1863).

Cantares Gallegos es un poemario publicado por Rosalía de Castro el 17 de mayo de 1863 en Vigo, fecha que marca la referencia para la celebración del Día de las Letras Gallegas. Es una obra que está muy influenciada por las cantigas           populares gallegas.
En los poemas se desarrollan temas que reflejan la sociedad rural en que Rosalía vivió. Se encuentran poemas costumbristas, con un fuerte carácter descriptivo, aunque también hay poemas amorosos, sociales e intimistas. Estos cantares significan el renacimiento de la literatura gallega, la autora dignifica la lengua y muestra que es posible escribir literatura en gallego.La autora es la voz lírica de su patria abandonada. En la obra se conserva un testimonio contra la depresión del pueblo con el fin de que sea un orgullo para todos los campesinos, así como un acto de memoria para todos los destinatarios.

## Prólogo y sus referencias
En el prólogo la escritora presenta un proyecto importante con una visión que perdure para siempre y que dignifique a Galicia. Un viaje por el territorio gallego nos da una reflexión sobre la razón positiva de los campesinos y las campesinas y de los marineros, un orgullo por la naturaleza gallega: las descripciones de las montañas, el campo, el mar, crean un paisaje que describe una realidad y a su vez muestran un sentimiento de saudade. La autora trata de defender a su nación y crear una unión profunda con la patria gallega: quiere recuperar la lengua, el pueblo y su tierra. El motivo es el paisaje, una Galicia, fresca, verde y marinera, para crear así un imaginario. Cuando trata el sujeto político, enfoca sus pensamientos profundos sobre la emigración. La voz femenina tiene autonomía de pensamiento, una equivalencia para confrontarse a la injusticia y, al mismo tiempo, representar al pueblo gallego.
Los prólogos en la obra de Rosalía de Castro se inician con el que pertenece a su obra: La hija del Mar. En este la escritora pide disculpas por lo que en el XIX se vedaba a toda mujer, por el simple hecho de serlo, que era escribir un libro. El recurso de la captatio benevolentiae se convierte en un recurso de traza irónica. El espíritu crítico de Rosalía que se manifiesta sobre todo en los prólogos y no tanto en la obra misma, característica que también encontramos en Cantares Gallegos, ya que en éste no habla de su inferioridad como mujer respecto al hombre, sino de esta misma inferioridad, pero aplicada al pueblo gallego.
Los prólogos de Rosalía introducen al lector en la motivación de la autora por escribir, desempeñan una función aclaratoria. Es una parte íntima, de manifiesto personal y otra de manifiesto civil y literario. Es debido a esto que en la autora crece una incondicional identificación con la cultura y la forma de ser del pueblo gallego. Así que provoca en ella un rechazo total de esa opinión negativa sobre Galicia, y surge en ella una necesidad de combatirla y desenmascararla como prejuicio sin fundamento. En el prólogo de Follas Novas se descubre una gran diferencia con el prólogo de Cantares Gallegos, que pasa del problema general que tiene el pueblo gallego frente al problema particular de la mujer gallega y al de la propia expresión de su dolor.
La obra presenta una estructura circular al iniciar la composición donde toma la voz una joven a la que invitan a cantar y finaliza con la misma. Rosalía de Castro transfiere su voz poética a esta joven, por lo que será ella y no la autora directamente la que se expresará sobre ella misma y sobre el mundo en el que vive. En ciertos momentos se les cede la palabra a distintos personajes populares igual que también la voz lírica toma la palabra, es decir la meniña gaiteira. Se puede interpretar el yo lírico que presenta la poeta con la intención de aparecer como un personaje popular más, dejando constancia de su pertenencia a la comunidad rural.

### “Campanas de Bastavales”
“Campanas de Bastavales” es un poema en primera persona que relata el camino de una mujer hacia Bastavales y la impresión que le produce oír el sonido de las campanas. Éstas marcan momentos de soledad que se explican a lo largo del poema. Llegado un momento la mujer se sienta en una piedra a esperar que salga la luna y piensa en qué precioso sería que pudiera hablar con ella y contarle cosas. En la composición están presentes dos temas recurrentes en la obra de Rosalía: la naturaleza y saudade. Este poema junto con “Como chove miudiño”, son los dos únicos poemas que tienen una temática intimista, la poeta expresa sus vivencias y recuerdos. Descubrimos, a través del poema un viaje personal, en forma de monólogo, de un sujeto de soledad y de tristeza: las experiencias del viaje de una mujer separada de su nación. La métrica y los recursos estilísticos del poema tienen una raíz popular, las estrofas siguen el modelo métrico del canto popular.
Corre o vento, o río pasa;
corren nubes, nubes corren
camiño de miña casa.
Miña casa meu abrigo:
vanse a todos, eu me quedo
sin compaña, nin amigo.
Eu me quedo contemprando
as laradas das casiñas
por quen vivo suspirando.
Ven a noite…, morre o dia,
as campanas tocan lonxe
o tocar da Ave María.

## Nacimiento de Cantares Gallegos
Rosalía de Castro tiene un plan cultural y político, quiere ensalzar la belleza de su tierra utilizando su lengua gallega para que perdure y que los poemas se conviertan en un modelo histórico y literario de Galicia. También supone el inicio de una nueva época para las letras gallegas, nace: una literatura nacional escrita en lengua gallega. Se presenta la situación de los campesinos para reconocer las identidades. Los versos inspiran un viaje único de alegría y melancolía. Las rimas crean una sensación musical que se convierte en un himno simbólico. A lo largo de la obra existe una voz femenina fuerte y emocional que nos explica un episodio importante de la historia de Galicia.

### Poema inicial: “Has de cantar”
La voz lírica inicia su posición en la obra como madre de todos los gallegos. Tenemos la representación del repertorio popular gallego, la música y el contenido del canto crean una unión por excelencia. Podemos reconocer un discurso literario y también el protagonismo de la mujer. Se trata de cantar sobre Galicia y para Galicia. Defender la nación y escribir en la lengua propia: el gallego. Este poema crea un marco importante para la obra, “Has de cantar” que tiene su referencia al final de la obra en un poema recapitulador: “Eu cantar, cantar, cantei”. Se descubre una acumulación de palabras de esfera doméstica para conocer el estilo de vida de las mujeres y el paisaje. En los momentos de alegría, se encuentra una base de sufrimiento, marcado por un ritmo musical.

### El final de la obra: “Alborada”
indica una alegría con ambiente festivo y protagonismo de “meniñas” dónde nos recuerda al primer poema. Los poemas tienen una base de elementos distintos, como el ambiente festivo y el carácter folclórico. El final de “Alborada” nos muestra el concepto literario y político, donde expone todos sus sentimientos, la esperanza y el progreso cultural que desea para la comunidad gallega. Los Cantares Gallegos: una gloria para la Galicia, para hacer nacer los sentimientos patrióticos en la voz femenina.

## La recreación artística del canto
El texto está influenciado por el canto, el ritmo y la música. El canto es un proceso importante de sacralización y de testimonio, pero también es un símbolo del pueblo gallego, con esta obra se abre una tradición de canto folclórico. Se encuentra una parte lírica dónde la literatura tiene una identidad propia, donde demuestra la libertad de la palabra. El canto es un acto completo, la responsabilidad de cantar y de escribir, para no olvidar la herencia de lo que se ha vivido.

## La emigración y la crueldad
- “Castellanos de Castilla”

Se observa que los versos iniciales tienen una estructura de una cantiga popular marcada en cursiva. Continúa elaborando una glosa, un procedimiento que aparece en la mayoría de composiciones de cantares.
El poema presenta una estructura narrativa, ya que cuenta un hecho real: la participación de los gallegos en la sega de Castilla. Se encuentra una defensa de una mujer gallega: que muestra su fuerza política y por otro lado una mujer con grande potencia patriótica. Se descubre una mención del conflicto entre gallegos pobres y castellanos ricos. La autora aborda el tema sobre el maltrato, en la oposición “rosas/ negros” y la relación de Castilla con Galicia.
Cando van, van como rosas;
Cando vén, vén como negros.
Aquí se refiere que volvían a Galicia con un tono de piel bastante más oscuro, debido al exceso de trabajo al sol. También habla, con un tono más romántico, de cómo quiere que vuelva alguien que parece ser bastante importante para ella, que también ha sufrido esta situación en Castilla. Los versos expresan el lamento hacia los gallegos que parten a Castilla, que recibieron un trato vejatorio y que vuelven igual de pobres de lo que se fueron, pero con un aspecto bastante más demacrado a causa de los trabajos físicos que realizaron durante su estancia.
Éste es un poema con un gran carácter reivindicativo, también llama la atención cómo Rosalía de Castro lo expresa con una lengua coloquial, con varios vulgarismos.
Castellanos de Castilla,
Tratade ben ós gallegos;
La autora abre el poema con estos cuatro versos, y lo cierra con ellos. En los cien versos que le sigue, Rosalía de Castro pone voz a una moza aldeana que deplora el trato de Castilla a su amado, un trato tan duro que le lleva a la muerte.
Todo lo castellano es descalificado, el paisaje, la gente. En este poema tenemos que ponernos en la piel de la joven enamorada.
- “Adiós ríos, adiós fontes”

En este poema, el personaje que habla es un emigrante que está a punto de embarcar hacia América y que se despide de su tierra natal. Describe una situación que tuvieron que afrontar muchos gallegos en la segunda mitad del siglo XIX.
El tema del poema es el amor a la patria: el emigrante está triste porque tiene que abandonar su tierra. Es por ese motivo que describe con mucho detalle el paisaje y la naturaleza del lugar.
Se descubre, en Castellanos de Castilla y Adiós ríos adiós fontes, la contraposición de experiencias sobre un mismo tema, la emigración- aquellos que parten, y que no encuentran lo que fueron a buscar- junto a aquellos que se quedan- las mujeres, que viven en una eterna duda, y una impotencia de no saber nada y no poder hacer nada por los que se han ido. Todo ello, junto con el dolor que causa ver que han tratado mal a sus seres queridos, cuando éstos vuelven. Por otro lado, en “Adios ríos, adiós fontes”, podemos ver la nostalgia de aquellos que están a punto de partir y que no saben qué futuro les deparará en su lugar de destino, así como la nostalgia de tener que partir de una tierra que aman y que van a echar de menos.
- “Cuento de Vidal”

Éste también es un poema donde aparece la temática de la emigración. Se puede describir al personaje como uno de los muchos emigrantes que viven sin casa y sin tierra natal; habla de aquellos emigrantes que están buscando su origen y nación. Vidal trabaja en un pueblo extranjero y sufre, se siente solo y abandonado por el amor, pobre moralmente y físicamente. La problemática de la obra recorre el discurso del abandono de la tierra gallega dentro de la tristeza y de la miseria.
Tiña por casa un cortelliño escuro
Tina por leito o chan humedecido,
Por cubirtor a nece e vento duro
Que entraba polas fendas arresido.
Tina o sustento escaso e mal seguro
Que dan de porta en porta o que e perdido,
Que asi lle din con bulra non escassa
O que por probe neste mundo pasa.